# Notre-Dame de Lipa
Notre-Dame de Lipa, ou Notre-Dame Médiatrice de Toutes Grâces est le nom sous lequel est invoquée la Vierge Marie telle qu'elle serait apparue à une jeune postulante carmélite, Teresita Castillo, à Lipa, municipalité de la province de Batangas, aux Philippines en 1948. Elle serait apparue à la carmélite à une dizaine de reprises du 12 septembre au 12 novembre 1948.
Dès les premières années, ces évènements font l'objet de débats : rejeté officiellement par l'Église catholique en 1951 après l'étude par une commission d'experts, le dossier est rouvert par l'évêque de Lipa dans les années 1990 qui autorise à nouveau la dévotion à Notre-Dame de Lipa. En 2005, une nouvelle commission reprend l'étude des « apparitions de la Vierge » à la demande de l'évêque du lieu. Cette enquête se conclut le 12 septembre 2015 par la publication d'un décret signé de Mgr Ramón Cabrera Argüelles (évêque de Lipa) qui déclare comme « authentiques les manifestations survenues dans le Carmel de Lipa ». Mais le 1er décembre 2015 la Congrégation pour la doctrine de la foi rédige un décret (publié le 31 mai 2016) déclarant que « les apparitions de la Vierge à Lipa ne sont pas authentiques ». En conséquence de quoi, la congrégation vaticane annule toutes les décisions antérieures de Mgr Argüelles.
Un sanctuaire est construit dans les années 1950 près du lieu des apparitions.
Si toute dévotion envers « la Vierge de Lipa » était totalement interdite (depuis 1951) jusqu'en 1990, à partir de cette date, la statue est ré-exposée à la vénération des fidèles et un pèlerinage se met en place et se développe. En 2005, le 12 septembre (en référence à la date des apparitions) est déclaré « journée de pèlerinage national » par l'archevêque Ramon Arguelles. En 2007, la présidente du pays, Corazon Aquino déclare cette même date Jour national de la Prière pour la Paix et la Réconciliation. En janvier 2015, le pape François se recueille devant une image de Notre-Dame de Lipa.
Le sanctuaire de Notre-Dame de Lipa est aujourd'hui l'un des plus fréquentés des Philippines.

## Les apparitions

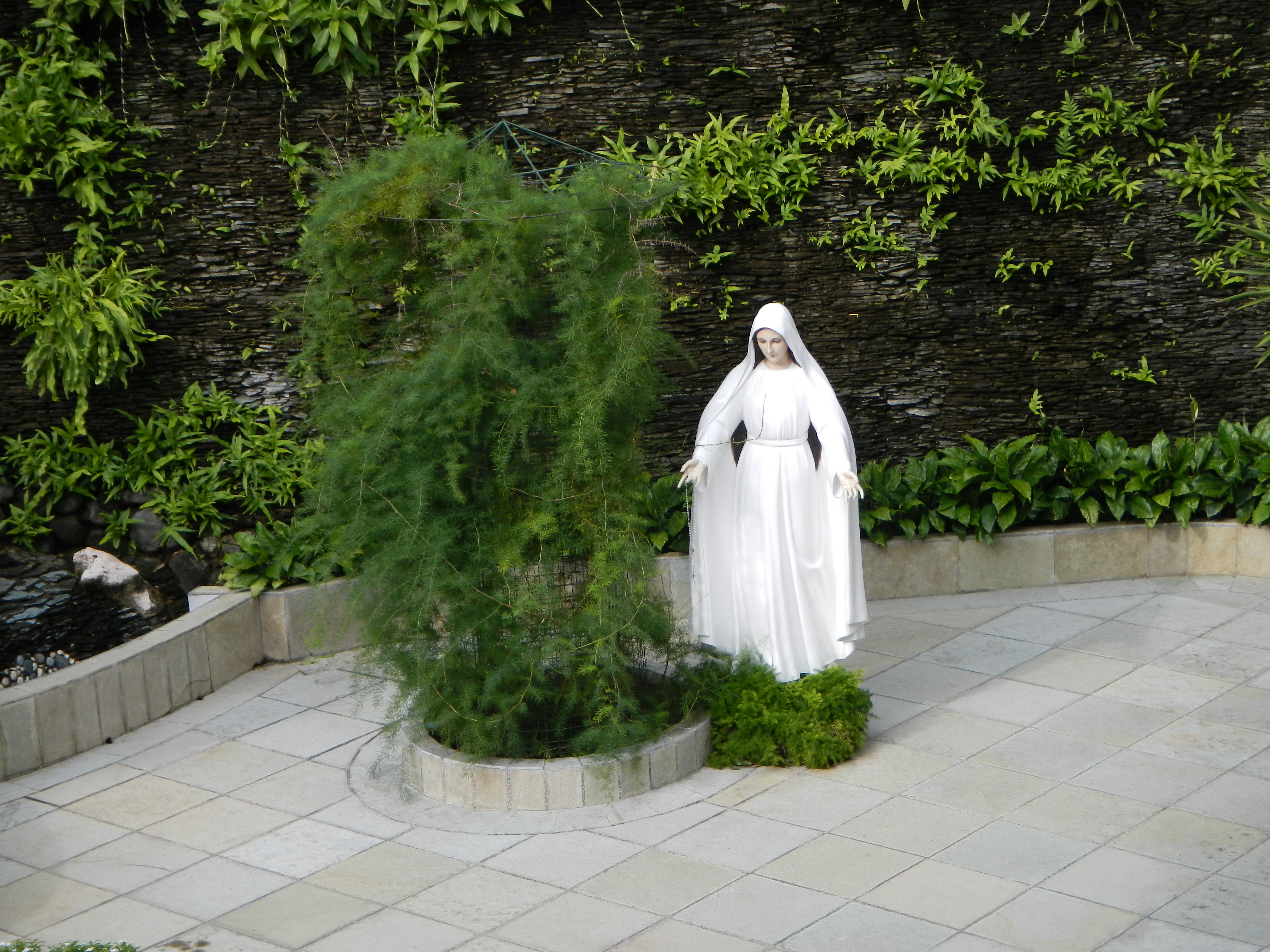
Le jardin du Carmel de Lupa, lieu des apparitions.

Quelques semaines après son entrée au carmel de Lipa, une jeune postulante, Teresita Castillo, déclare avoir vu la Vierge Marie lui apparaître dans le jardin du couvent. Le apparitions se seraient produites du 12 septembre au 12 novembre 1948. Des pluies de pétales de roses auraient été observées par diverses personnes à plusieurs occasions. Les enquêtes canoniques effectuées par l'évêché en 1951 ont rejeté les déclarations de la « voyante » lui demandant de quitter la vie religieuse. La dévotion à Notre-Dame de Lipa a été interdite jusqu'en 1990 où un nouvel évêque a relancé une enquête sur les prétendues apparitions. L'avis favorable émis par l'évêque philippin, donné en 2015, a été cassé par la Congrégation pour la Doctrine de la Foi l'année suivante. Actuellement, ces apparitions mariales ne sont pas reconnues par l'Église catholique,.

## Controverses sur les apparitions
Un rapport des évènements est transmis à Mgr Verzosa, évêque de Lipa, le 6 décembre 1948. Une commission d'enquête est rapidement formée, dans le but de donner un jugement sur ces prétendues apparitions.
Le 11 avril 1951, six évêques philippins signent une déclaration qui considère le caractère « non supranaturel » des évènements de Lipa,.
Quelques décennies plus tard, l'un de ces évêques retire son jugement négatif, et les pèlerinages reprennent à partir de 1990. Mgr Ramón Cabrera Argüelles, évêque de Lipa, rouvre officiellement le dossier des apparitions en 2005. En 2015, il publie un décret qui reconnaît comme authentiques les manifestations. Mais en 2016, la Congrégation pour la doctrine de la foi publie à son tour un texte qui indique que les apparitions de la Vierge à Lipa « ne sont pas authentiques » et rappelle que le pape Pie XII avait déjà rendu une décision « définitive » sur ce sujet en 1951,,,.

## Vénération

### Le sanctuaire

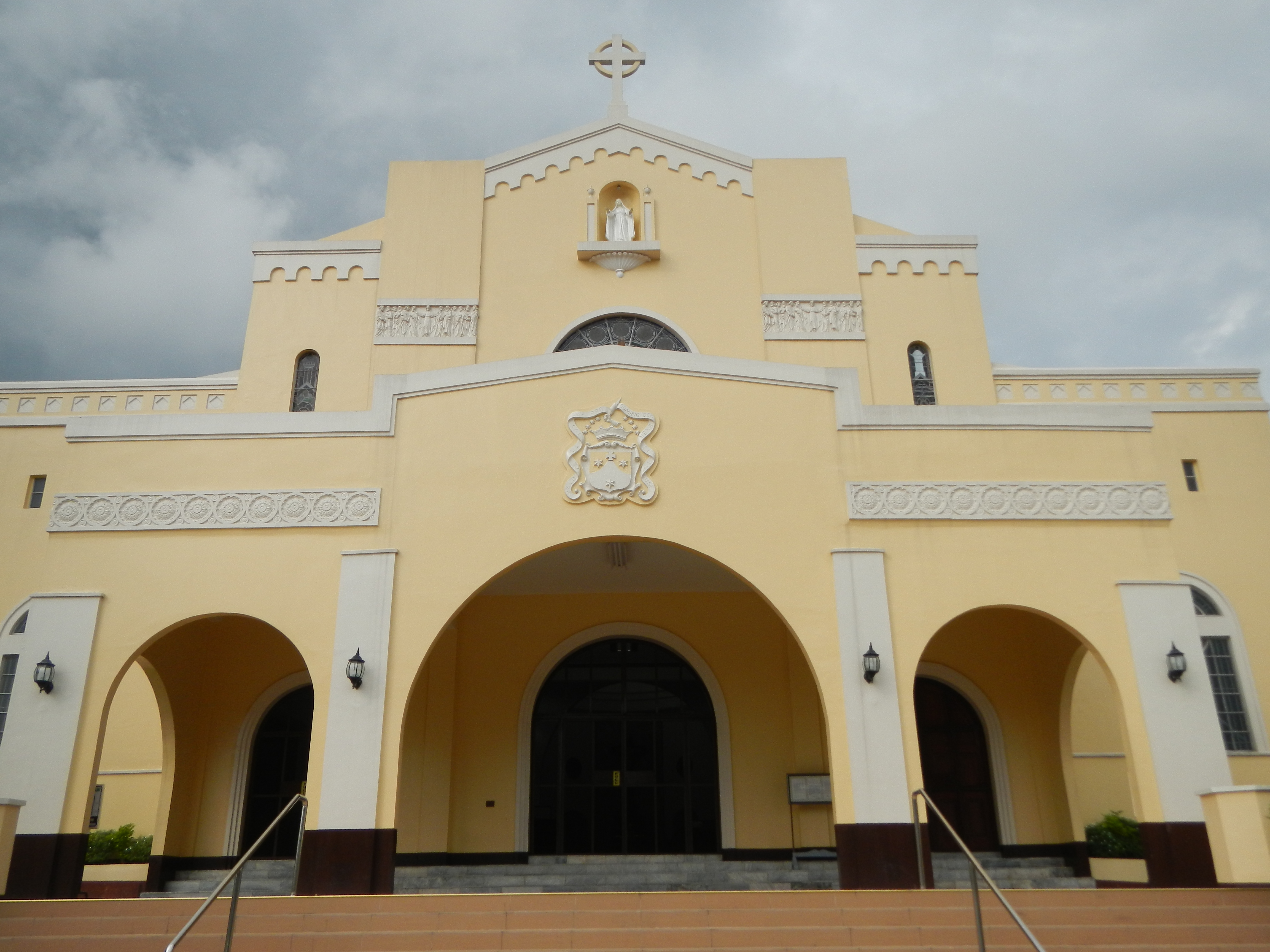
Sanctuaire Marie Médiatrice de Lipa

Le 23 janvier 1949 est posée la première pierre de l'église Marie, Médiatrice de toutes grâces, construite près du carmel de Lipa. Entre 30 000 et 50 000 fidèles sont présents ce jour-là, en compagnie de Mgr Alfredo Obviar.
Le sanctuaire est achevé en deux ans. Il est financé en totalité par des dons (notamment de pèlerins).
Un projet d'extension du sanctuaire était en cours avant la décision de la Congrégation pour la Doctrine de la Foi en 2016.

### Dévotion des fidèles
Jusqu'en 1990, toute dévotion envers la Vierge de Lipa était officiellement interdite. À partir de cette date, la statue est ré-exposée à la vénération des fidèles et un pèlerinage se met en place. Le pèlerinage se développe et le 12 septembre 2005, l'archevêque Ramon Arguelles déclare le 12 septembre « journée de pèlerinage national » (à Lipa).
La présidente des Philippines Corazon Aquino et sa successeur Gloria Macapagal-Arroyo eurent une grande proximité avec le Carmel de Lipa. Le 15 août 2007, en la fête de l'Assomption, la présidence déclare le 12 septembre comme Jour national de la Prière pour la Paix et la Réconciliation, en référence au 12 septembre 1948, première manifestation de la Vierge à Lipa. Elles ont participé à certains pèlerinages sur le lieu des apparitions.
Durant sa visite à Tacloban, le 17 janvier 2015, le pape François se recueille devant une image de Notre-Dame de Lipa, dans l'archevêché de Palo (Leyte).
Différentes personnes continuent de témoigner de « guérisons miraculeuses » obtenues dans ce sanctuaire.